# Kokyū (strumento musicale)

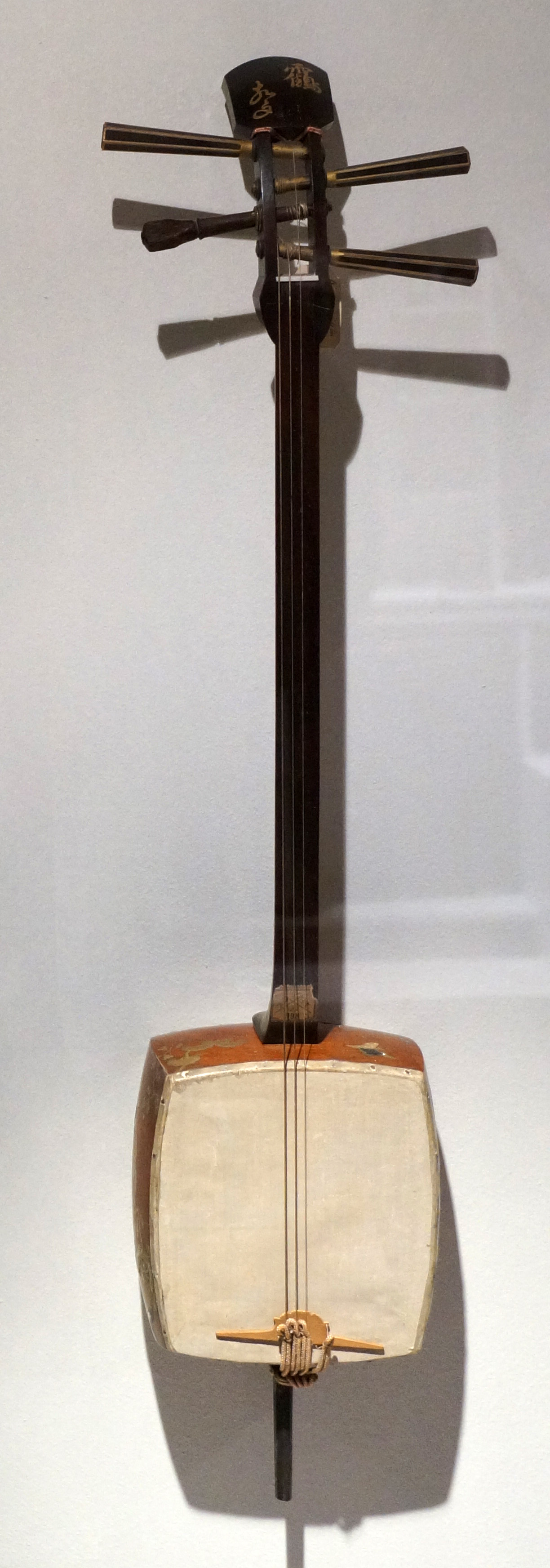
Kokyū del XIX secolo, Musée Barrois, Bar-le-Duc (Francia)

Il kokyū (胡弓) è uno strumento ad arco giapponese, appartenente alla famiglia delle vielle (o fidule). Sebbene in passato si pensasse che fosse  stato importato dalla Cina insieme allo shamisen,  una teoria più accreditata sostiene la sua derivazione dalla ribeca europea, l'antenato del violino introdotto in Giappone durante il cosiddetto secolo cristiano (1543-1639). Strumento analogo, anche per le tecniche esecutive, è la viella okinawana kucho. 
La struttura del kokyū è simile a quella dello shamisen, ma con dimensioni ridotte. Il manico penetra nella cassa di risonanza di forma quadrangolare; il piano armonico è costituito da pelle di gatto e su di esso riposa un ponticello. La lunghezza complessiva dello strumento raggiunge i 70 cm. circa. Le tre o quattro corde di seta, accordate per quarte, sono sfregate con un lungo arco (95 –120 cm). Il fidulista tiene lo strumento verticale e, per selezionare la corda desiderata, ruota lo strumento stesso e non l'arco.
In passato era lo strumento di musicisti ciechi ambulanti; oggi i pochi suonatori di kokyū sono concentrati nel Giappone occidentale. La fidula giapponese è associata a shamisen e koto nel genere noto come sankyoku.